# پالند
پالند یا پالن یا پالُند، روستایی است از توابع بخش مرکزی شهرستان سوادکوه در استان مازندران ایران.

## جمعیت
این روستا در دهستان ولوپی قرار دارد و براساس سرشماری مرکز آمار ایران در سال ۱۳۸۵، جمعیت آن ۹۰ نفر (۳۳خانوار) بوده است. مردم این روستا به زبان طبری با گویش سوادکوهی صحبت می‌کنند.

### طایفه
طایفه پالند یا پالن یا پالان یکی از طوایف طبری‌تبار سوادکوه می‌باشد که به تیره‌های گت بابایی، خدابخشی، خلیلی، جلیلی، جعفری و آزادی تقسیم می‌شود. این طایفه ییلاق را در آزادکوه و پالند و دیگر نواحی سوادکوه و قشلاق را در جلگه مازندران حوالی ساری می‌گذرانند.